# James Watson Cronin
James Watson Cronin, ameriški fizik, * 29. september 1931, Chicago, Illinois, ZDA, † 25. avgust 2016.
Cronin je leta 1980 prejel Nobelovo nagrado za fiziko »za odkritje prekršitve osnovnih načel simetrije CP pri razpadu nevtralnih K-mezonov.«.
Od leta 2009 je bil dopisni član SAZU.